# Jay Gordon

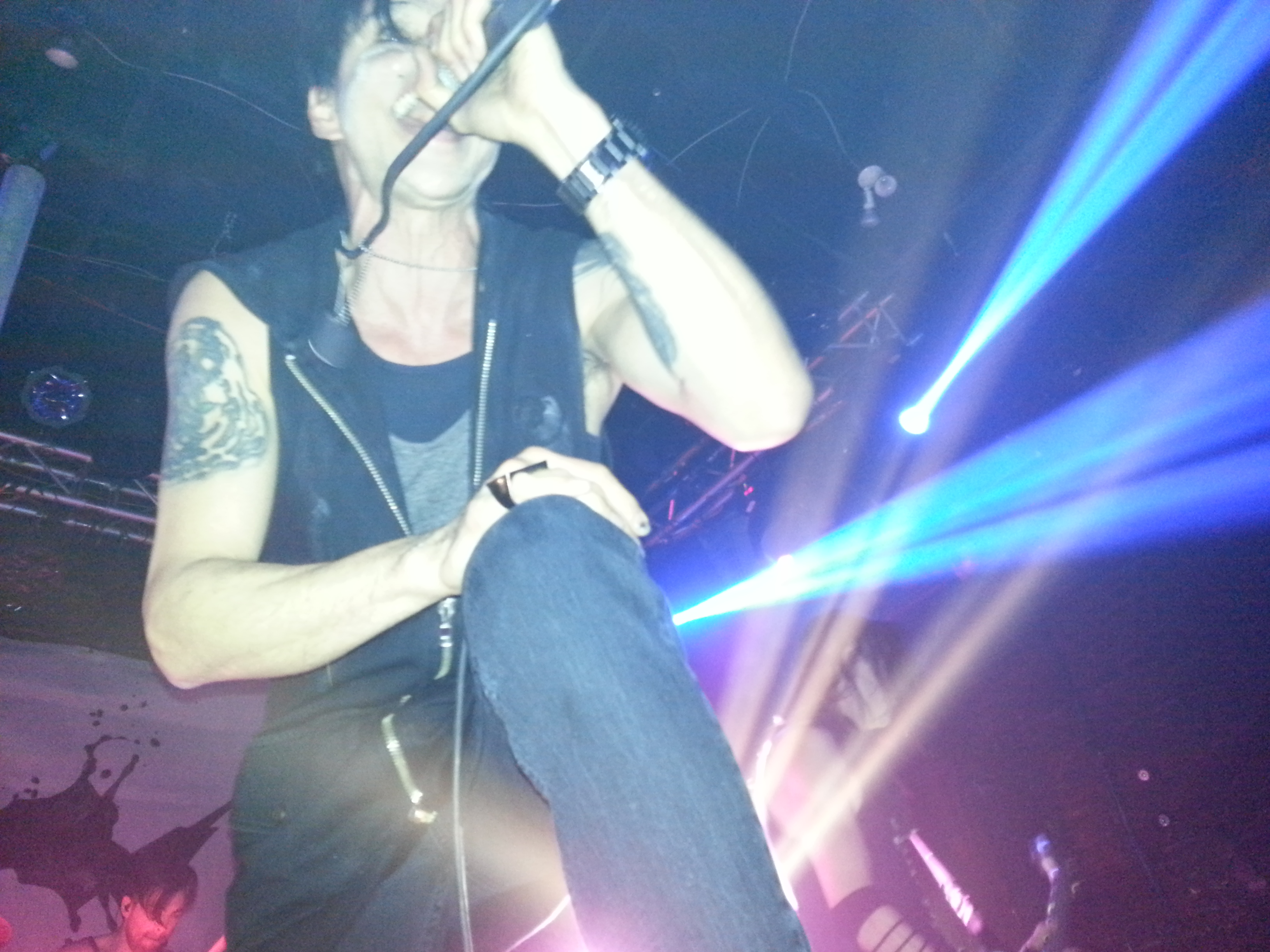
Jay Gordon

Jay Gordon (* 30. Januar 1967 in San Francisco, Kalifornien) ist Sänger der Rockband Orgy und Gründer des Labels D1 Music, wo die Band auch unter Vertrag steht.

## Karriere
Gordon, der gebürtig aus San Francisco stammt, arbeitete bereits mit mehreren namhaften Bands und Musikern, wie Jonathan Davis von Korn, Linkin Park, Coal Chamber und Crazy Town. Zudem ist er Teilzeitmusiker bei den Bands Lit und Deadsy. Außerdem ist Gordon Leadsänger der Band Hello Machine (gegründet als Machine Gun Orchestra). Nach Tumulten innerhalb der Band Orgy verließ Drummer Bobby Hewitt die Band und stieß zu der Band seines Bruders Fab Fernandez, die Snake River Conspiracy heißt. Dies war nach der Veröffentlichung des erfolgreichsten Albums der Band, Vapor Transmission. Gordon spielte zudem den Song Slept So Long für den Film Queen of the Damned ein.
Zurzeit kümmert Gordon sich gemeinsam mit seinem Vater Lou um sein Label. Zwar wurde 2005 noch eine DVD der Band Orgy produziert, doch die weiteren Musikprojekte der anderen Mitglieder verzögern weitere Arbeiten mit der Band. Er produziert momentan ein Album der Band Eye Candy.